# Hit the Lights (banda)
Hit the Lights é uma banda de pop punk formada em 2003 em Lima, Ohio.

## História
A banda foi formada no verão de 2003. O vocalista Colin Ross e o guitarrista Omar Zehery haviam estado juntos em uma banda anterior a Hit the Lights, Goodbye Session. Com o baixista David Bermosk o o baterista Nate Van Dame completarão a formação da banda, a qual chamaram de Hit the Lights pela canção de Metallica. Depois do lançamento de dois EPs, em 2005 firmaram com a Triple Crown Records, selo discográfico com que, em abril de 2006, lançaram seu álbum debut, This Is a Stick Up... Don't Make It a Murder. Entre agosto e setembro de 2006, Hit the Lights realizou uma turnê com Paramore, Cute Is What We Aim For e This Providence. Em julho de 2008, lançara seu segundo álbum de estúdio, Skip School, Start Fights, o qual se posicionou no número #97 da Billboard 200. Em setembro de 2011 a banda firmou com Razor & Tie Records. No mesmo mês, a banda anunciou uma turnê com The Dangerous Summer. Semanas depois, The Dangerous Summer cancelou a turnê devido a problemas logísticos. Em 1 de novembro de 2011 lançaram seu quarto EP, Invicta. Em dezembro de 2011 no website de Hit the Lights anunciou a pré-venda do terceiro álbum de estúdio da banda, Invicta, o qual foi finalmente lançado em 31 de janeiro de 2012.

## Membros
Membros atuais
- Nick Thompson: voz (2008–presente) guitarra (2003–07)
- Omar Zehery: guitarra (2003–presente)
- Kevin Mahoney: guitarra (2008–presente)
- David Bermosk: baixo (2003–presente)
- Nate Van Damme: bateria, percussão (2005–presente)

Membros anteriores
- Colin Ross: voz (2003–07)
- Ryan Radebaugh: bateria e percussão (2003–05)

## Discografia

### Álbuns de estúdio
| Título                                       | Detalhes                                                                                         | Posições | Posições  |
| Título                                       | Detalhes                                                                                         | EUA      | EUA Inde. |
| -------------------------------------------- | ------------------------------------------------------------------------------------------------ | -------- | --------- |
| This is a stick up... Don't make it a murder | - Lançamento: 11 de abril de 2006 - Gravadora: Triple Crown Records - Classificação da AllMusic: | —        | 41        |
| Skip school, start fights                    | - Lançamento: 8 de julho de 2008 - Gravadora: Triple Crown Records                               | 97       | 11        |
| Invicta                                      | - Lançamento: 31 de janeiro de 2012 - Gravadora: Sony Music - Classificação da Allmusic:         | 129      | —         |
| Summer Bones                                 | - Lançamento: 24 de março de 2015 - Gravadora: Pure Noise Records                                | —        | —         |

### EP's
- 2004: Leaving Town Tonight
- 2005: Until We Get Caught
- 2009: Coast to Coast
- 2011: Invicta EP